# والنتین کاتائف
والنتین پترویچ کاتائف (روسی: Валентин Петрович Катаев؛ ۲۸ ژانویهٔ ۱۸۹۷ – ۱۲ آوریل ۱۹۸۶) نویسنده، نمایش‌نامه‌نویس، فیلم‌نامه‌نویس، شاعر، و روزنامه‌نگار اهل اتحاد جماهیر شوروی بود.
وی همچنین برندهٔ جوایزی همچون نشان لنین و نشان انقلاب اکتبر شده‌است.